# FIFA Confederations Cup 2017
De FIFA Confederations Cup 2017 werd gehouden in Rusland, waar een jaar later ook het wereldkampioenschap voetbal 2018 plaatsvond. Zoals gebruikelijk waren de deelnemers het gastland, de wereldkampioen en de kampioenen van elk van de zes regionale voetbalbonden. Duitsland won het toernooi voor de eerste keer in zijn geschiedenis. In de finale versloeg het Duitse elftal Chili met 1–0. Portugal werd derde. De Duitse middenvelder Julian Draxler werd na afloop uitgeroepen tot beste veldspeler van het toernooi. Doelman Claudio Bravo van Chili won de prijs voor beste doelman.

## Speelsteden
| Sint-Petersburg                       | Moskou                     | Kazan                      | Sotsji                     |
| ------------------------------------- | -------------------------- | -------------------------- | -------------------------- |
| Nieuwe Zenitstadion                   | Otkrytieje Arena           | Kazan Arena                | Olympisch Stadion Fisjt    |
| Capaciteit: 68.134 (nieuw)            | Capaciteit: 43.298 (nieuw) | Capaciteit: 44.779 (nieuw) | Capaciteit: 47.700 (nieuw) |
|                                       |                            |                            |                            |
| · Sint-Petersburg Moskou Kazan Sotsji |                            |                            |                            |

## Scheidsrechters
Twee maanden voor de start van het toernooi maakte de FIFA bekend dat er in totaal 9 scheidsrechters werden geselecteerd voor dit toernooi, die allen 2 twee assistent-scheidsrechters meenamen. Daarnaast was er ook een ondersteunende scheidsrechter en 8 video-assistenten.
| Confederatie | Scheidsrechter   | Assistent-scheidsrechters               | Ondersteunende scheidsrechter | Video-assistent                                 |
| ------------ | ---------------- | --------------------------------------- | ----------------------------- | ----------------------------------------------- |
| AFC          | Fahad Al-Mirdasi | Abdullah Al-Shalawai Mohammed Al-Abakry |                               | Ravshan Irmatov                                 |
| AFC          | Alireza Faghani  | Reza Sokhandan Mohammadreza Mansouri    |                               | Ravshan Irmatov                                 |
| CAF          | Bakary Gassama   | Jean-Claude Birumushahu Marwa Range     |                               | Malang Diedhiou                                 |
| CONCACAF     | Mark Geiger      | Joe Fletcher Charles Justin Morgante    |                               | Jair Marrufo                                    |
| CONMEBOL     | Néstor Pitana    | Hernán Maidana Juan Pablo Belatti       |                               | Enrique Cáceres Sandro Ricci                    |
| CONMEBOL     | Wilmar Roldán    | Alexander Guzman Cristian De La Cruz    |                               | Enrique Cáceres Sandro Ricci                    |
| OFC          |                  |                                         | Abdelkader Zitouni            |                                                 |
| UEFA         | Milorad Mažić    | Milovan Ristić Dalibor Đurđević         |                               | Artur Soares Dias Ovidiu Haţegan Clément Turpin |
| UEFA         | Gianluca Rocchi  | Elenito Di Liberatore Mauro Tonolini    |                               | Artur Soares Dias Ovidiu Haţegan Clément Turpin |
| UEFA         | Damir Skomina    | Jure Prapotnik Robert Vukan             |                               | Artur Soares Dias Ovidiu Haţegan Clément Turpin |

## Gekwalificeerde teams

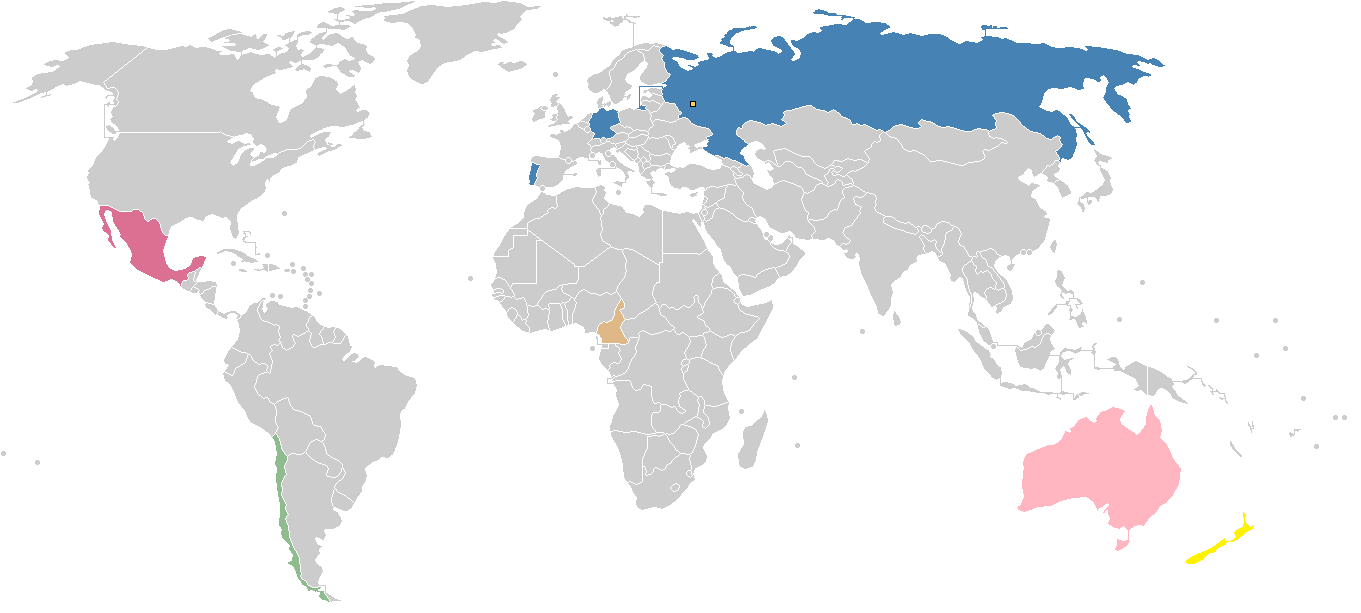
Deelnemende landen
AFC (Azië)
CAF (Afrika)
COMNEBOL (Zuid-Amerika)
CONCACAF (Noord-Amerika)
OFC (Oceanië)
UEFA (Europa)

| Team          | Continentale bond | Kwalificatietoernooi                 | Datum van kwalificatie | Aantal deelnames |
| ------------- | ----------------- | ------------------------------------ | ---------------------- | ---------------- |
| Rusland       | UEFA              | Gastland                             | 2 december 2010        | 1                |
| Duitsland     | UEFA              | Winnaar Wereldkampioenschap 2014     | 13 juli 2014           | 3                |
| Mexico        | CONCACAF          | Winnaar CONCACAF Cup 2015            | 10 oktober 2015        | 7                |
| Chili         | CONMEBOL          | Winnaar Copa América 2015            | 4 juli 2015            | 1                |
| Australië     | AFC               | Winnaar Aziatisch kampioenschap 2015 | 31 januari 2015        | 4                |
| Kameroen      | CAF               | Winnaar Afrikaans kampioenschap 2017 | 5 februari 2017        | 3                |
| Portugal      | UEFA              | Winnaar Europees kampioenschap 2016  | 10 juli 2016           | 1                |
| Nieuw-Zeeland | OFC               | Winnaar Oceanisch kampioenschap 2016 | 12 juni 2016           | 4                |

### Loting
De loting vond plaats op 26 november 2016 in Kazan, Rusland. De landen waren bij de loting ingedeeld in twee groepen. De drie hoogst geklasseerde (FIFA-wereldranglijst van november 2016) landen kwamen terecht in pot A. Dit waren Duitsland, Portugal en Chili. In die pot zat ook het gastland, Rusland. De overige landen kwamen in pot B. Op het moment van de loting was de deelnemer uit Afrika nog niet bekend. Het toernooi om de Afrika Cup werd gespeeld in januari 2017. De deelnemer uit Afrika was in ieder geval lager geklasseerd dan de landen die in pot A terechtkwamen. Bij de loting kwam Rusland in poule A terecht. Het was voor de eerste keer in de geschiedenis dat het zeker was dat in 1 poule twee landen uit dezelfde confederatie terecht zouden komen. Dit kwam omdat er 3 landen van de UEFA (Europa) meededen.
| Pot 1                                                         | Pot 2                                                                |
| ------------------------------------------------------------- | -------------------------------------------------------------------- |
| - Rusland (g) (55) - Duitsland (3) - Chili (4) - Portugal (8) | - Mexico (18) - Australië (48) - Kameroen (64) - Nieuw-Zeeland (110) |

g = gastland

## Groepsfase

### Groep A
| Team          | WG | W | G | V | DV | DT | DS | Ptn |
| ------------- | -- | - | - | - | -- | -- | -- | --- |
| Portugal      | 3  | 2 | 1 | 0 | 7  | 2  | 5  | 7   |
| Mexico        | 3  | 2 | 1 | 0 | 6  | 4  | 2  | 7   |
| Rusland       | 3  | 1 | 0 | 2 | 3  | 3  | 0  | 3   |
| Nieuw-Zeeland | 3  | 0 | 0 | 3 | 1  | 8  | –7 | 0   |

|                                          |                              |           |               |                                                                                         |
| 17 juni «onderlinge duels» 18:00 (UTC+3) | Rusland                      | 2 – 0     | Nieuw-Zeeland | Nieuwe Zenitstadion, Sint-Petersburg Toeschouwers: 50.251 Scheidsrechter: Wilmar Roldán |
| 17 juni «onderlinge duels» 18:00 (UTC+3) | Boxall 31' (e.d.) Smolov 69' | (details) |               | Nieuwe Zenitstadion, Sint-Petersburg Toeschouwers: 50.251 Scheidsrechter: Wilmar Roldán |

|                                          |                         |           |                            |                                                                       |
| 18 juni «onderlinge duels» 18:00 (UTC+3) | Portugal                | 2 – 2     | Mexico                     | Kazan Arena, Kazan Toeschouwers: 34.372 Scheidsrechter: Néstor Pitana |
| 18 juni «onderlinge duels» 18:00 (UTC+3) | Quaresma 34' Cédric 86' | (details) | 42' Hernández 90+1' Moreno | Kazan Arena, Kazan Toeschouwers: 34.372 Scheidsrechter: Néstor Pitana |

|                                          |         |           |            |                                                                               |
| 21 juni «onderlinge duels» 18:00 (UTC+3) | Rusland | 0 – 1     | Portugal   | Otkrytieje Arena, Moskou Toeschouwers: 42.759 Scheidsrechter: Gianluca Rocchi |
| 21 juni «onderlinge duels» 18:00 (UTC+3) |         | (details) | 9' Ronaldo | Otkrytieje Arena, Moskou Toeschouwers: 42.759 Scheidsrechter: Gianluca Rocchi |

|                                          |                         |           |               |                                                                                     |
| 21 juni «onderlinge duels» 21:00 (UTC+3) | Mexico                  | 2 – 1     | Nieuw-Zeeland | Olympisch Stadion Fisjt, Sotsji Toeschouwers: 25.133 Scheidsrechter: Bakary Gassama |
| 21 juni «onderlinge duels» 21:00 (UTC+3) | Jiménez 54' Peralta 72' | (details) | 42' Wood      | Olympisch Stadion Fisjt, Sotsji Toeschouwers: 25.133 Scheidsrechter: Bakary Gassama |

|                                          |                       |           |                             |                                                                          |
| 24 juni «onderlinge duels» 18:00 (UTC+3) | Mexico                | 2 – 1     | Rusland                     | Kazan Arena, Kazan Toeschouwers: 41.585 Scheidsrechter: Fahad Al-Mirdasi |
| 24 juni «onderlinge duels» 18:00 (UTC+3) | Araujo 30' Lozano 52' | (details) | 25' Samedov 9', 68' Zjirkov | Kazan Arena, Kazan Toeschouwers: 41.585 Scheidsrechter: Fahad Al-Mirdasi |

|                                          |               |           |                                                          |                                                                                       |
| 24 juni «onderlinge duels» 18:00 (UTC+3) | Nieuw-Zeeland | 0 – 4     | Portugal                                                 | Nieuwe Zenitstadion, Sint-Petersburg Toeschouwers: 56.290 Scheidsrechter: Mark Geiger |
| 24 juni «onderlinge duels» 18:00 (UTC+3) |               | (details) | 33' (pen.) Ronaldo 37' B. Silva 80' An. Silva 90+1' Nani | Nieuwe Zenitstadion, Sint-Petersburg Toeschouwers: 56.290 Scheidsrechter: Mark Geiger |

### Groep B
| Team      | WG | W | G | V | DV | DT | DS | Ptn |
| --------- | -- | - | - | - | -- | -- | -- | --- |
| Duitsland | 3  | 2 | 1 | 0 | 7  | 4  | +3 | 7   |
| Chili     | 3  | 1 | 2 | 0 | 4  | 2  | +2 | 5   |
| Australië | 3  | 0 | 2 | 1 | 4  | 5  | –1 | 2   |
| Kameroen  | 3  | 0 | 1 | 2 | 2  | 6  | –4 | 1   |

|                                          |          |           |                        |                                                                             |
| 18 juni «onderlinge duels» 21:00 (UTC+3) | Kameroen | 0 – 2     | Chili                  | Otkrytieje Arena, Moskou Toeschouwers: 33.492 Scheidsrechter: Damir Skomina |
| 18 juni «onderlinge duels» 21:00 (UTC+3) |          | (details) | 81' Vidal 90+1' Vargas | Otkrytieje Arena, Moskou Toeschouwers: 33.492 Scheidsrechter: Damir Skomina |

|                                          |                     |           |                                           |                                                                                  |
| 19 juni «onderlinge duels» 18:00 (UTC+3) | Australië           | 2 – 3     | Duitsland                                 | Olympisch Stadion Fisjt, Sotsji Toeschouwers: 28.605 Scheidsrechter: Mark Geiger |
| 19 juni «onderlinge duels» 18:00 (UTC+3) | Rogić 41' Jurić 57' | (details) | 5' Stindl 44' (pen.) Draxler 48' Goretzka | Olympisch Stadion Fisjt, Sotsji Toeschouwers: 28.605 Scheidsrechter: Mark Geiger |

|                                          |                      |           |                     |                                                                                         |
| 22 juni «onderlinge duels» 18:00 (UTC+3) | Kameroen             | 1 – 1     | Australië           | Nieuwe Zenitstadion, Sint-Petersburg Toeschouwers: 35.021 Scheidsrechter: Milorad Mažić |
| 22 juni «onderlinge duels» 18:00 (UTC+3) | Zambo Anguissa 45+1' | (details) | 60' (pen.) Milligan | Nieuwe Zenitstadion, Sint-Petersburg Toeschouwers: 35.021 Scheidsrechter: Milorad Mažić |

|                                          |            |           |            |                                                                         |
| 22 juni «onderlinge duels» 21:00 (UTC+3) | Duitsland  | 1 – 1     | Chili      | Kazan Arena, Kazan Toeschouwers: 38.222 Scheidsrechter: Alireza Faghani |
| 22 juni «onderlinge duels» 21:00 (UTC+3) | Stindl 41' | (details) | 6' Sánchez | Kazan Arena, Kazan Toeschouwers: 38.222 Scheidsrechter: Alireza Faghani |

|                                          |                              |           |                           |                                                                                    |
| 25 juni «onderlinge duels» 18:00 (UTC+3) | Duitsland                    | 3 – 1     | Kameroen                  | Olympisch Stadion Fisjt, Sotsji Toeschouwers: 30.230 Scheidsrechter: Wilmar Roldán |
| 25 juni «onderlinge duels» 18:00 (UTC+3) | Demirbay 48' Werner 66', 81' | (details) | 78' Aboubakar 64' Mabouka | Olympisch Stadion Fisjt, Sotsji Toeschouwers: 30.230 Scheidsrechter: Wilmar Roldán |

|                                          |               |           |            |                                                                               |
| 25 juni «onderlinge duels» 18:00 (UTC+3) | Chili         | 1 – 1     | Australië  | Otkrytieje Arena, Moskou Toeschouwers: 33.639 Scheidsrechter: Gianluca Rocchi |
| 25 juni «onderlinge duels» 18:00 (UTC+3) | Rodríguez 67' | (details) | 42' Troisi | Otkrytieje Arena, Moskou Toeschouwers: 33.639 Scheidsrechter: Gianluca Rocchi |

## Knock-outfase
|  | halve finale     | halve finale     |   |                 | finale                   | finale |
|  |                  |                  |   |                 |                          |        |
|  | 28 juni – Kazan  |                  |   |                 |                          |        |
|  | Portugal         | 0 (0)            |   |                 |                          |        |
|  | Chili            | 0 (3)            |   |                 |                          |        |
|  |                  |                  |   |                 |                          |        |
|  |                  |                  |   |                 | 2 juli – Sint-Petersburg |        |
|  |                  |                  |   |                 | Chili                    | 0      |
|  |                  | Duitsland        | 1 |                 |                          |        |
|  |                  |                  |   |                 |                          |        |
|  |                  |                  |   |                 | derde plaats             |        |
|  | 29 juni – Sotsji | 29 juni – Sotsji |   | 2 juli – Moskou | 2 juli – Moskou          |        |
|  | Duitsland        | 4                |   | Portugal        | 2                        |        |
|  | Mexico           | 1                |   |                 | Mexico                   | 1      |

### Halve finales
|                                          |                        |              |                        |                                                                         |
| 28 juni «onderlinge duels» 21:00 (UTC+3) | Portugal               | 0 – 0 (n.v.) | Chili                  | Kazan Arena, Kazan Toeschouwers: 40.855 Scheidsrechter: Alireza Faghani |
| 28 juni «onderlinge duels» 21:00 (UTC+3) | (details)              |              |                        | Kazan Arena, Kazan Toeschouwers: 40.855 Scheidsrechter: Alireza Faghani |
| 28 juni «onderlinge duels» 21:00 (UTC+3) | Strafschoppen          |              |                        | Kazan Arena, Kazan Toeschouwers: 40.855 Scheidsrechter: Alireza Faghani |
| 28 juni «onderlinge duels» 21:00 (UTC+3) | Quaresma Moutinho Nani | 0 – 3        | Vidal Aránguiz Sánchez | Kazan Arena, Kazan Toeschouwers: 40.855 Scheidsrechter: Alireza Faghani |

|                                          |                                         |           |            |                                                                                    |
| 29 juni «onderlinge duels» 21:00 (UTC+3) | Duitsland                               | 4 – 1     | Mexico     | Olympisch Stadion Fisjt, Sotsji Toeschouwers: 37.923 Scheidsrechter: Néstor Pitana |
| 29 juni «onderlinge duels» 21:00 (UTC+3) | Goretzka 6', 8' Werner 59' Younes 90+1' | (details) | 89' Fabián | Olympisch Stadion Fisjt, Sotsji Toeschouwers: 37.923 Scheidsrechter: Néstor Pitana |

### Troostfinale
|                                         |                                                 |              |                                   |                                                                                |
| 2 juli «onderlinge duels» 15:00 (UTC+3) | Portugal                                        | 2 – 1 (n.v.) | Mexico                            | Otkrytieje Arena, Moskou Toeschouwers: 42.659 Scheidsrechter: Fahad Al-Mirdasi |
| 2 juli «onderlinge duels» 15:00 (UTC+3) | Pepe 90' Ad. Silva 104' (pen.) Semedo 26', 106' | (details)    | 54' (e.d.) Neto 93', 112' Jiménez | Otkrytieje Arena, Moskou Toeschouwers: 42.659 Scheidsrechter: Fahad Al-Mirdasi |

### Finale
|                                         |       |           |            |                                                                                         |
| 2 juli «onderlinge duels» 21:00 (UTC+3) | Chili | 0 – 1     | Duitsland  | Nieuwe Zenitstadion, Sint-Petersburg Toeschouwers: 57.268 Scheidsrechter: Milorad Mažić |
| 2 juli «onderlinge duels» 21:00 (UTC+3) |       | (details) | 20' Stindl | Nieuwe Zenitstadion, Sint-Petersburg Toeschouwers: 57.268 Scheidsrechter: Milorad Mažić |

| FIFA Confederations Cup 2017 |
| ---------------------------- |
| DUITSLAND 1e titel           |

## Doelpuntenmakers
3 doelpunten
- Leon Goretzka
- Lars Stindl
- Timo Werner

2 doelpunten
- Cristiano Ronaldo

1 doelpunt
- Tomi Jurić
- Mark Milligan
- Tom Rogić
- James Troisi
- Vincent Aboubakar
- André-Frank Zambo Anguissa
- Martín Rodríguez
- Alexis Sánchez
- Eduardo Vargas
- Arturo Vidal
- Kerem Demirbay
- Julian Draxler
- Amin Younes
- Néstor Araujo
- Marco Fabián
- Javier Hernández
- Raúl Jiménez
- Hirving Lozano
- Héctor Moreno
- Oribe Peralta
- Chris Wood
- Cédric
- Nani
- Pepe
- Ricardo Quaresma
- Adrien Silva
- André Silva
- Bernardo Silva
- Aleksandr Samedov
- Fjodor Smolov

Eigen doelpunt
- Michael Boxall (tegen Rusland)
- Luís Neto (tegen Mexico)

## In beeld

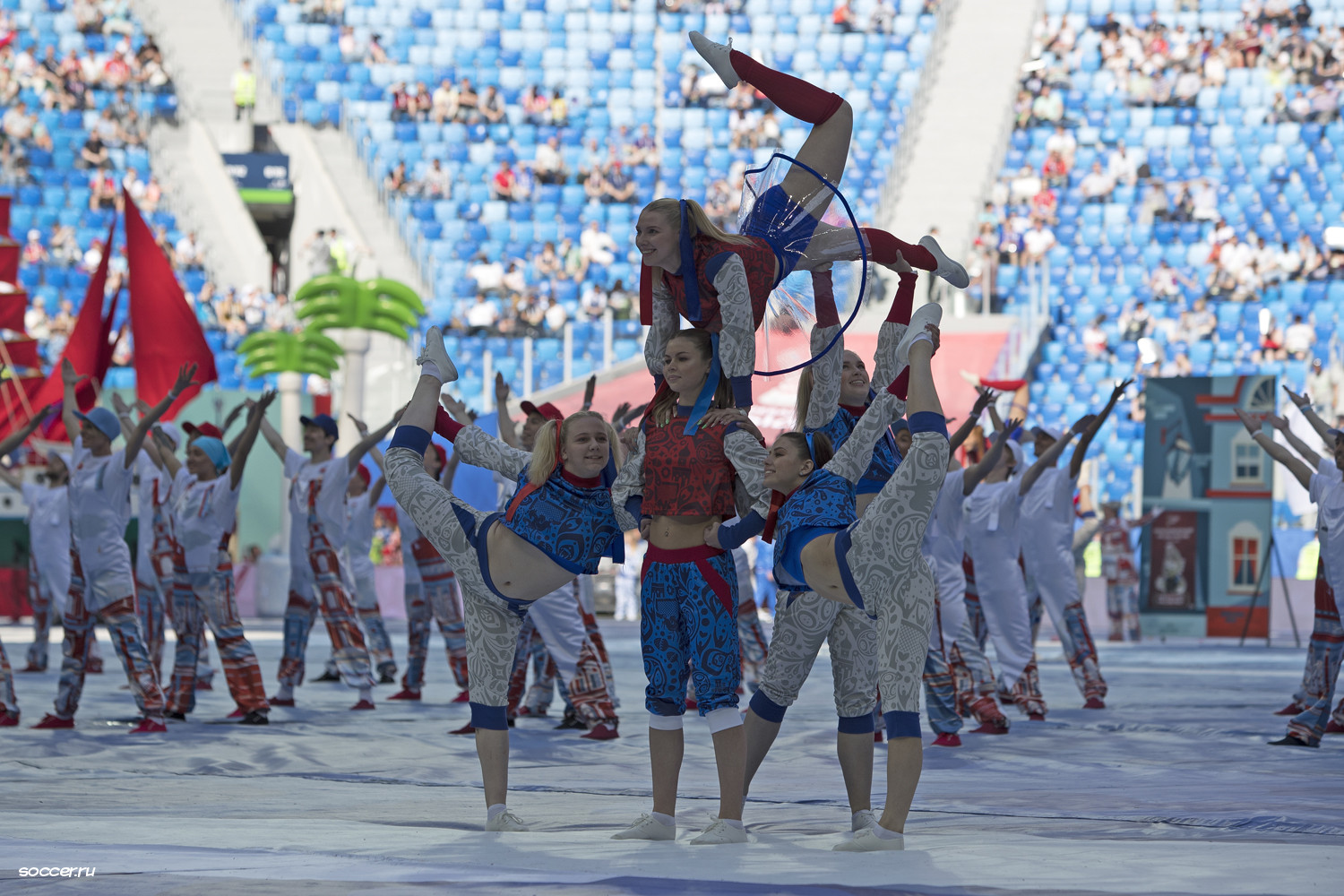
Openingsceremonie (Nieuwe Zenitstadion)
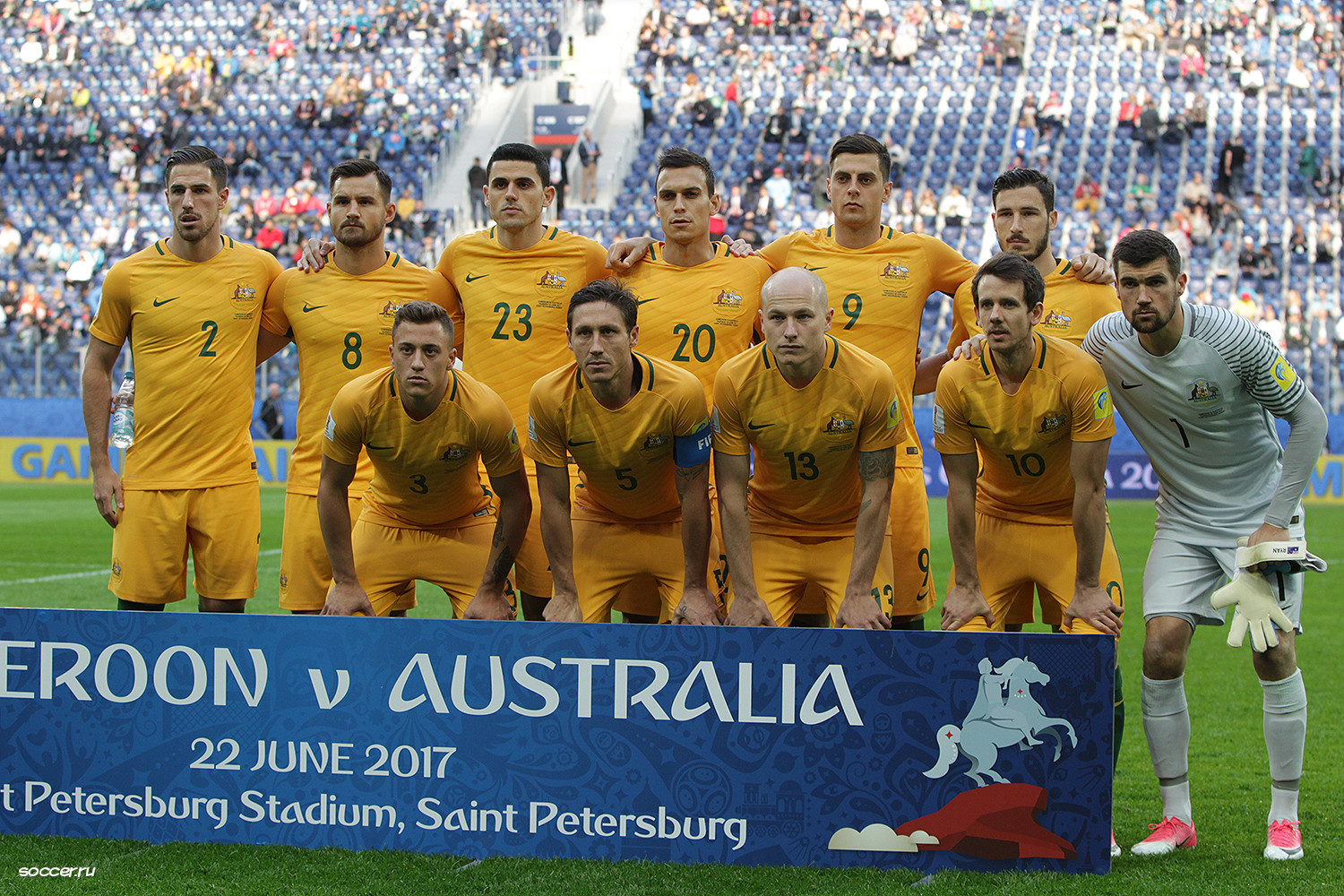
Elftal van Australië (19 juni)
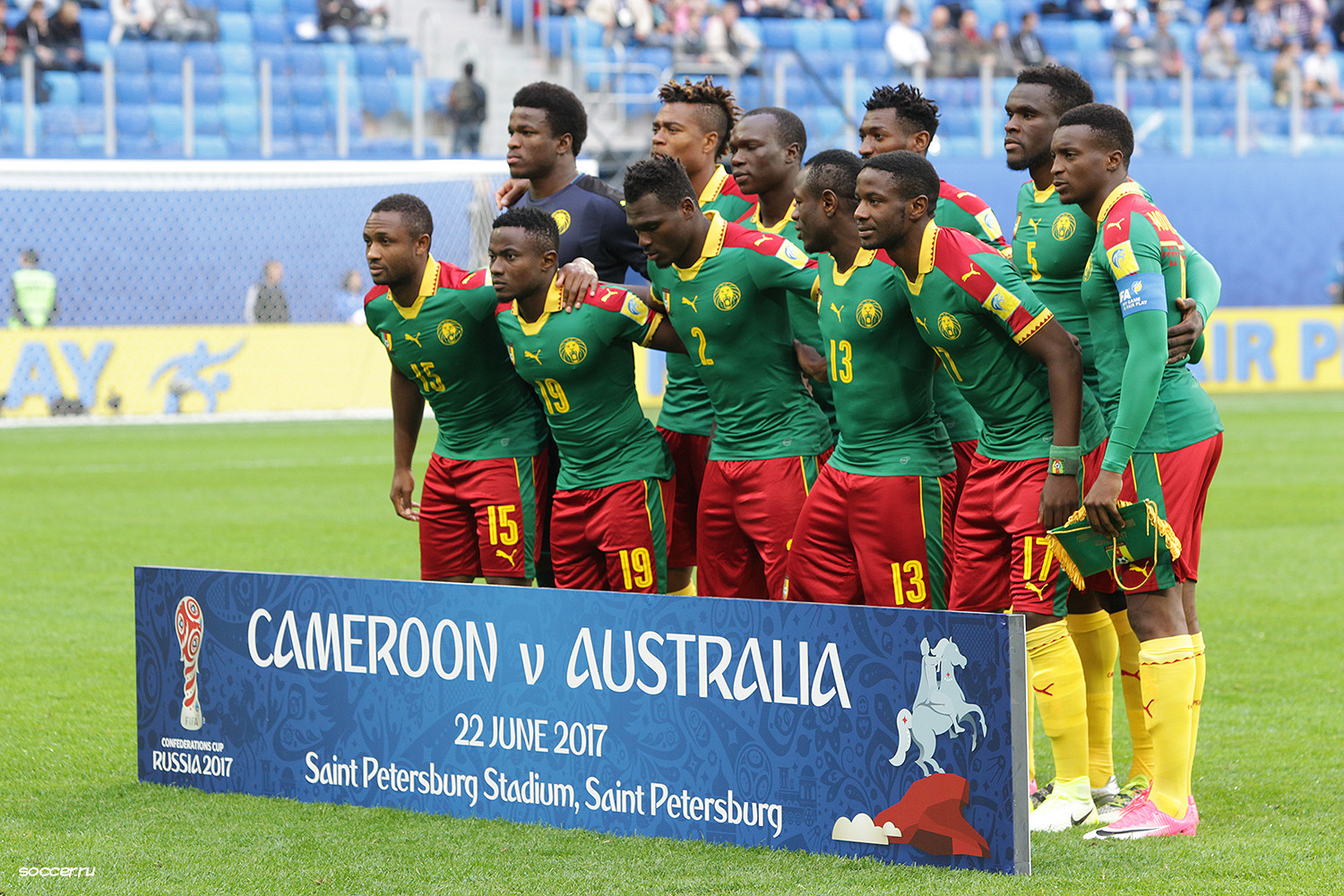
Elftal van Kameroen (19 juni)
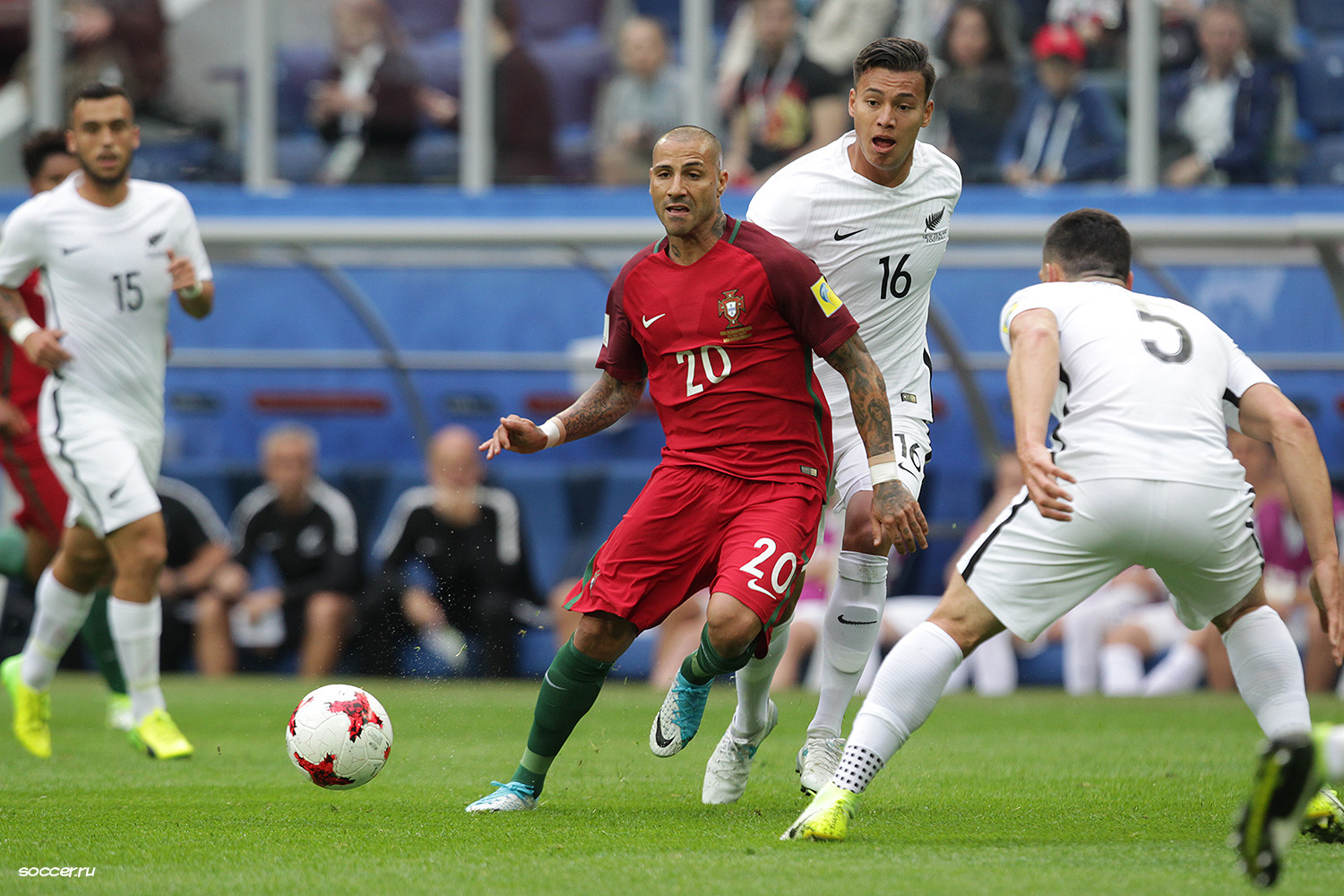
Nieuw-Zeeland–Portugal (Groep A)
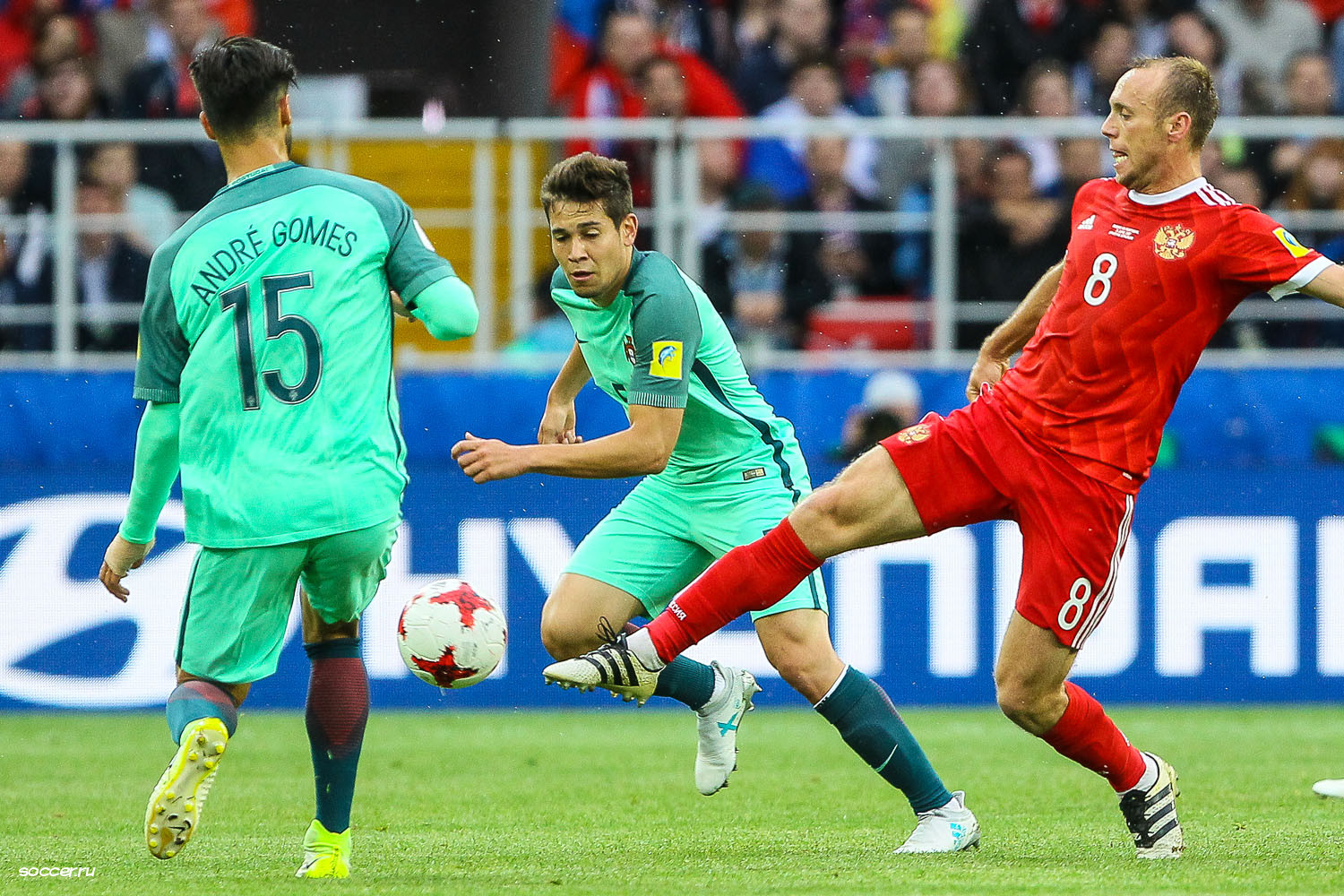
Portugal–Rusland (Groep A)
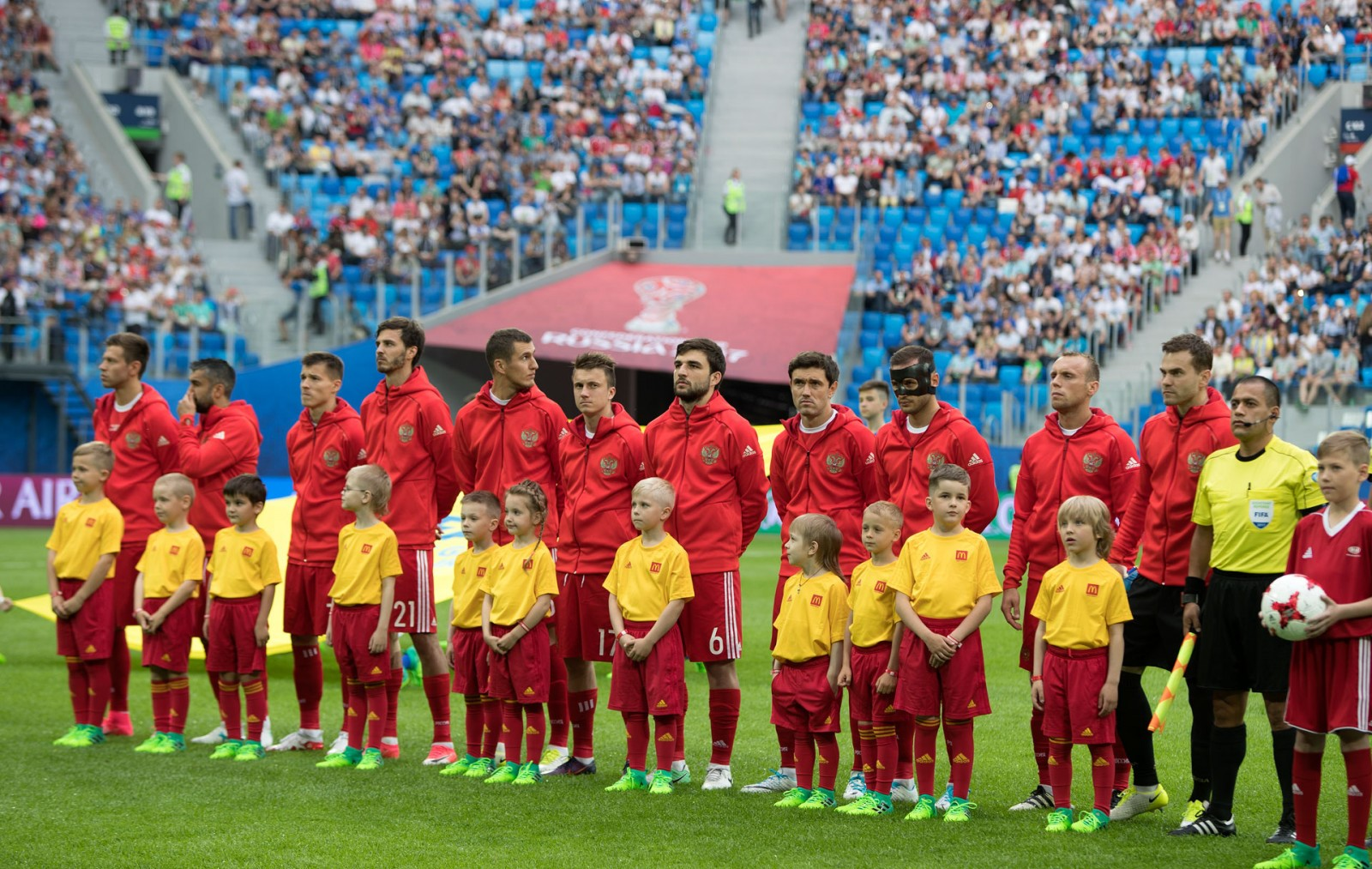
Elftal van Rusland (21 juni)
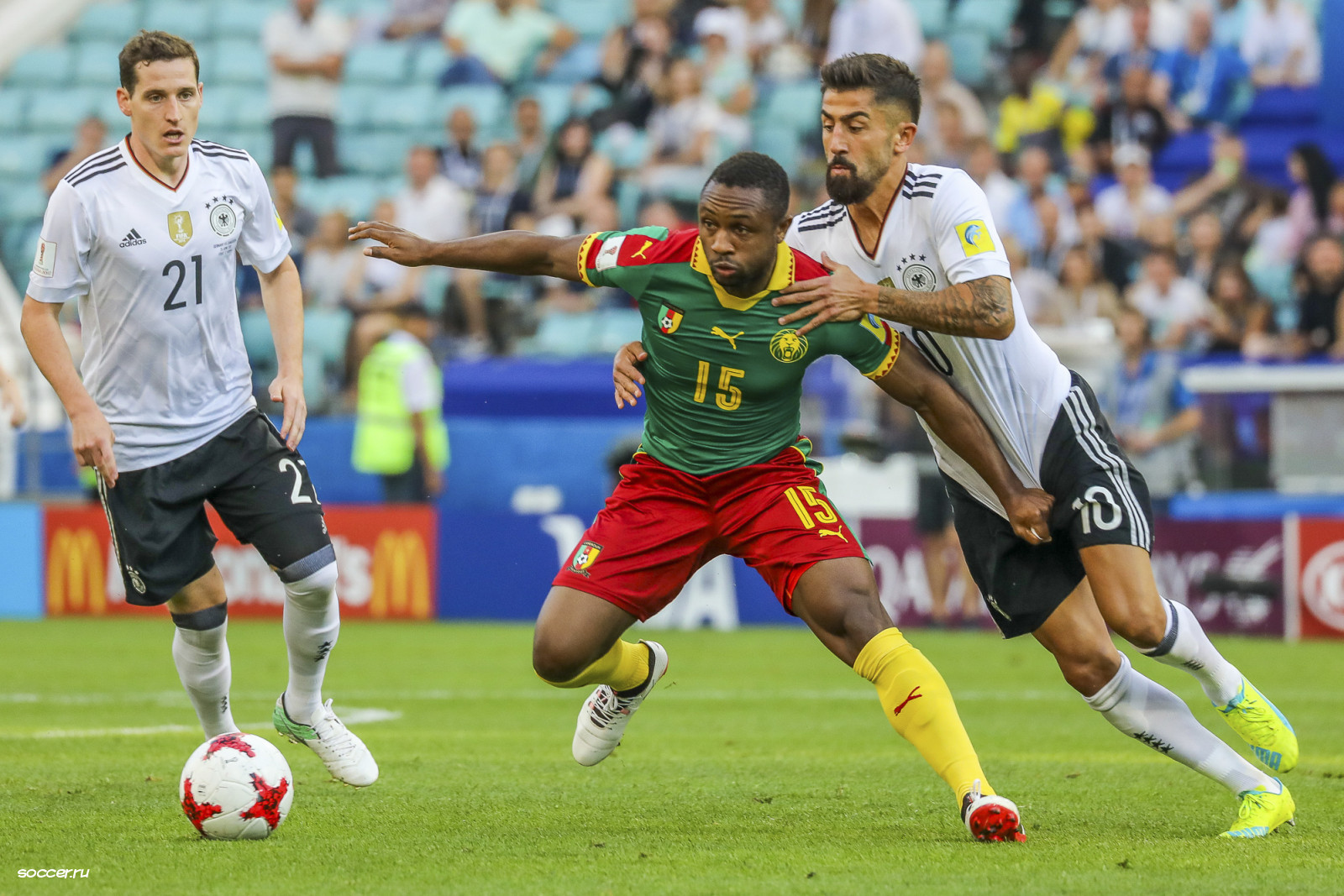
Duitsland tegen Kameroen (Groep B)